# 港徹雄
港 徹雄（みなと てつお、1945年〈昭和20年〉9月 - ）は、日本の経済学者。青山学院大学名誉教授。専門は産業組織論。
青山学院大学名誉教授、日本中小企業学会会長（2001-2004年）、日本ベンチャー学会理事（1997-2010年）、アジア経済研究所専門員（1984-1988年）、公正取引委員会・企業取引研究会会員（1996-1998年）、米国イエール（Yale)大学Visiteing Fellow (1988-1989年）⑶。

## 略歴
大阪市出身、大阪府立東淀川高等学校卒業。1968年（昭和43年）大阪教育大学社会科学科卒業。1968年大阪府立大学（現在の大阪公立大学）大学院経済学研究科入学。1973年同研究科博士課程退学。
1973年大阪府立商工経済研究所研究員。1981年青山学院大学経済学部の専任講師。翌1982年国際政治経済学部の専任講師。1984年助教授、1988年教授（国際産業組織、企業論など）。2014年（平成26年）定年退職し名誉教授。

## 人物
中小企業の実態研究で著名だった大阪府立商工経済研究所に研究員として就職したこと、日本貿易振興会(JETRO)の特別調査員として韓国、香港で現地製造業の実態調査を経験したことにより、企業間の分業システムの特性が各国産業の経済成果や国際競争力形成に大きく影響していることを認識した。そして、それまで否定的に評価されがちだった、日本の下請分業システムを「企業間組織の生産性」という新概念を用いて再評価するとともに、そのシステムの歴史的編成過程と企業間取引の統御メカニズムを明らかにした。
2011年には『日本のものづくり　競争力基盤の変遷』（日本経済新聞出版社）を刊行した。同書はこれまでの研究の集大成であると同時に、1990年代中頃以降に顕著になった、3次元レベルでの急激な情報技術革新によって、日本産業の「企業間組織の生産性」の高さと言う競争力要因が大きく低下しているとして、モノづくりの企業間分業からチエづくりの分業システムへの転換の重要性が強調されている。

## 著書
- 『競争力基盤の変遷』（日本経済新聞出版社、2011年）

- 『取引と契約の国際比較　学際的アプローチ』（第5章）（速水佑次郎・港　徹雄共編、創文社、1992年）
- 『The US.-Japanese Economic Relationship.』（第3章）（K.Hayashi編、ニューヨーク大学出版会、1989年）